# Otto Dingeldein (Philologe)

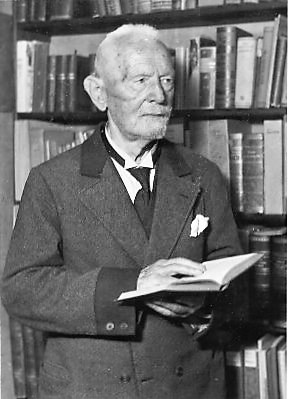
Prof. Dr. Otto Dingeldein (ca. 1950)

Georg August Otto Dingeldein (* 14. Juni 1861 in Romrod; † 6. Juli 1951 in Büdingen) war ein deutscher Philologe, Gymnasialprofessor und Fachbuchautor.

## Leben

### Familie
Otto Dingeldein war das fünfte von sechs Kindern des aus Reichelsheim (Odenwald) stammenden evangelischen Pfarrers von Romrod im Vogelsberg und späteren Oberpfarrers und Dekans von Alsfeld (Johann) Georg Dingeldein (1808–1873) und seiner Ehefrau, der Pfarrerstochter Sidonie (Rosa Luise) geborene Wiener (1823–1904); der General der Infanterie Ludwig Dingeldein (1855–1931) ist sein Bruder. Er war verheiratet mit Emilie, geborene Klein (1866–1956); das Paar hatte einen Sohn, Rudolf (1890–1983), später wohnhaft in Gießen, und eine Tochter (1892–1981), Helene, verheiratete Schroeder.

### Beruflicher Werdegang
Nach dem Besuch der Realschule in Alsfeld und ab 1876 des Gymnasiums in Gießen sowie dem Studium der Klassischen und Neueren Philologien an der Gießener Universität bestand Otto Dingeldein am 1. März 1884 das Staatsexamen für die gymnasialen Lehrfächer Griechisch, Latein und Deutsch für alle Schulstufen sowie Französisch für die Mittelstufe. Mit der Dissertation De participio homerico quaestionum specimen wurde er am 20. Juni 1884 von der Großherzoglich-Hessischen Ludwigs-Universität Gießen zum Dr. phil. promoviert.
Dingeldein trat 20. Mai 1884 am Wolfgang-Ernst-Gymnasium zu Büdingen als „provisorischer Lehrer“ in den höheren Schuldienst ein und wurde alsbald vom Fürsten Bruno zu Ysenburg und Büdingen zum Erzieher seines Sohnes, des Erbprinzen Wolfgang, bestellt; er unterrichtete im Laufe der Zeit in seinem Haus privatissime weitere Kinder anderer Adelsfamilien. Am 27. November 1887 ernannte der hessische Großherzog „den von dem Herrn Fürsten Bruno zu Ysenburg und Büdingen präsentierten provisorischen Lehrer am Gymnasium zu Büdingen Dr. Otto Dingeldein zum Lehrer an dieser Anstalt“. Es folgten später die Beförderung zum Oberlehrer und schließlich am 15. November 1899 die Verleihung des Charakters „Professor“. Am 1. Mai 1924 ist Dingeldein in den Ruhestand getreten.
Neben seinen Lehrtätigkeiten ist Otto Dingeldein als Autor einer ganzen Reihe von Schriften und Aufsätzen zu philologischen, didaktischen und historischen (auch regionalhistorischen) Themen hervorgetreten (s. die Auswahl unten); vor allem seine Studie zum Reim in den alten Sprachen findet bis heute Beachtung.

### Sonstiges

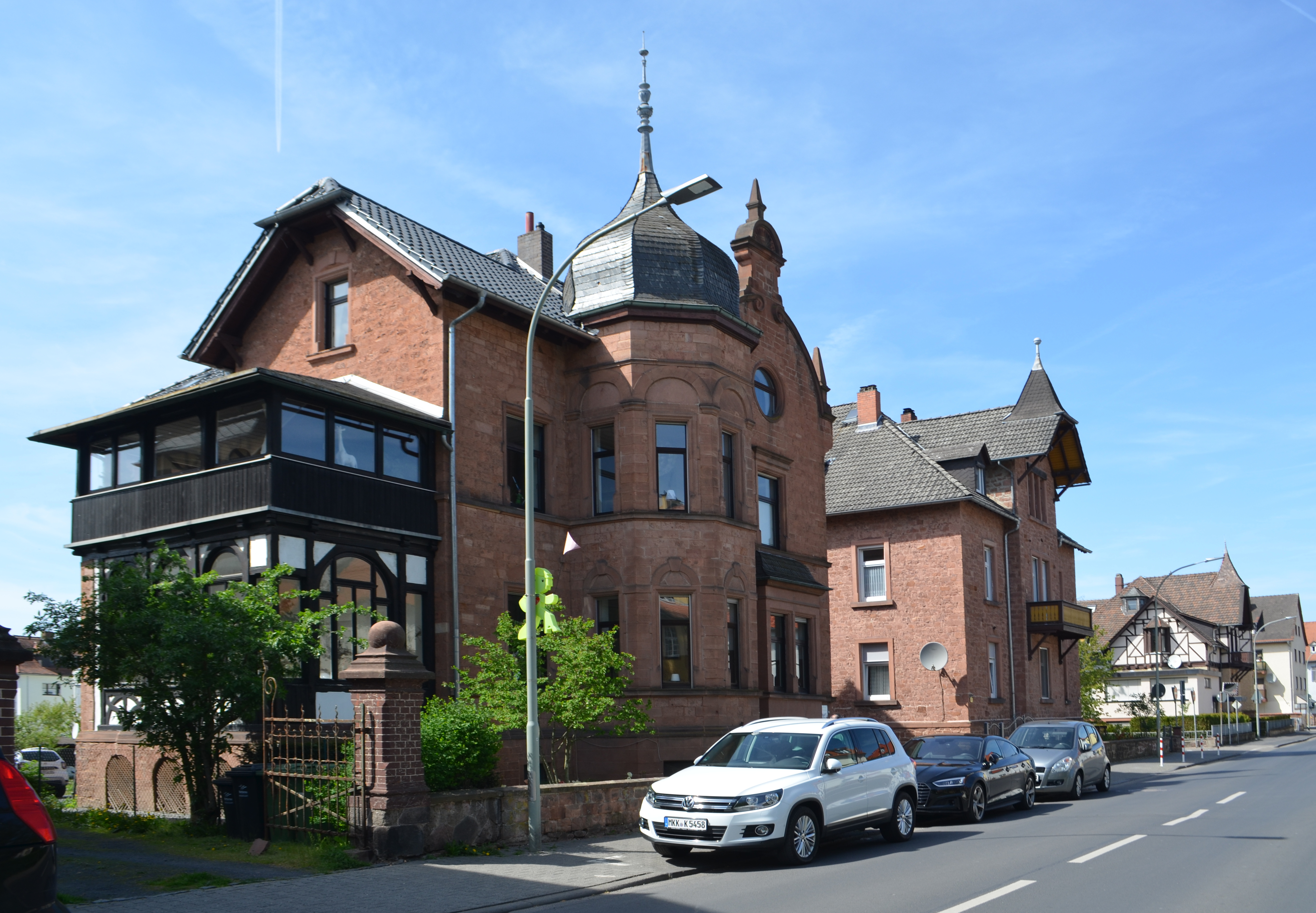
Villa Dingeldein in der Büdinger Brunostraße

Otto Dingeldein war von 1895 bis 1910 Mitglied der Landessynode der Evangelischen Landeskirche in Hessen. Nach dem Ersten Weltkrieg betätigte er sich einige Jahre politisch als Kreisvorsitzender der Deutschnationalen Volkspartei.
1907 wurde er mit dem Ritterkreuz I. Klasse des Großherzoglich Hessischen Philipps-Ordens ausgezeichnet.
Die im Jahr 1904 von Otto Dingeldein in der Büdinger Brunostraße (Nr. 7) erbaute Gründerzeit-Villa gehört zu den unter Denkmalschutz stehenden Gebäuden der Stadt.

## Schriften (in Auswahl)
- De participio homerico quaestionum specimen. Dissertation. G. Keller, Gießen 1884.
- Gleichklang und Reim in antiker Poesie. A. Heller, Büdingen 1888.
- Haben die Theatermasken der Alten die Stimme verstärkt? (= Berliner Studien für classische Philologie und Archaeologie 11.1). S. Calvary, Berlin 1890.
- Der Reim bei den Griechen und Römern. Ein Beitrag zur Geschichte des Reims. B. G. Teubner, Leipzig 1892 (Digitalisat).
- 300 kleine Aufsätze erzählenden Inhalts für die Unterklassen höherer Lehranstalten, für Bürger-, Mittel- und Volksschulen. E. Roth, Gießen 1895; zweite vermehrte und verbesserte Auflage E. Roth, Gießen 1912.
- Eräuterungen zu Goethes Hermann und Dorothea für den Schul- und Hausgebrauch. (= Königs Erläuterungen 7) H. Beyer, Leipzig o. J. [1897].
- Erläuterungen zu Goethes Götz von Berlichingen (= Königs Erläuterungen 8). H. Beyer, Leipzig 1897.
- Eine Ferienreise nach dem Goldnen Horn. A. Heller, Büdingen 1907, online.
- Horaz und Rosenberg. Kritische Beiträge zur Erklärung der Oden des Horaz. A. Heller, Büdingen 1910.